# 晉鄂侯
鄂侯（？—前718年），姬姓，名郄，一名都，是春秋時期諸侯國晉國的國君，晉孝侯之弟，晉國第十四任君主，在位6年。
《史記》稱曲沃莊伯知道鄂侯死訊後，興兵伐晉，周平王派虢公率兵伐曲沃莊伯，莊伯退回曲沃。晉人共立鄂侯之子公子光，是為哀侯。《左傳》有不同記載，稱曲沃莊伯聯合鄭、邢伐翼（晉國都城），周桓王派兵支援曲沃，鄂侯逃到隨。後來曲沃叛周，周王在秋天命虢公伐曲沃，立哀侯于翼。晋国大夫嘉父将鄂侯从随迎接到“鄂”这个地方，人称“鄂侯”。